# Тегеран (шахрестан)
Тегеран (перс. شهرستان تهران‎) — один из шахрестанов иранской провинции Тегеран. Административный центр — город Тегеран.
В административном отношении включает в свой состав город Тегеран, а также три бахша, которые, в свою очередь, подразделяются на четыре дехистана (сельских округа):
- бахш Меркези (Центральный) (перс. بخش مرکزی‎)
  - город Тегеран
  - дехистан Сиахруд (перс. دهستان سیاهرود‎)
- бахш Афтаб (перс. بخش آفتاب‎)
  - дехистан Афтаб (перс. دهستان آفتاب‎)
  - дехистан Хелазир (перс. دهستان خلازیر‎)
- бахш Кан (перс. بخش کن‎)
  - дехистан Сулькан (перс. دهستان سولقان‎)

## Население
По данным переписи 2006 года, население шахрестана составляло 7 882 843 человека (4 009 112 мужчин и 3 873 731 женщина). Насчитывалось 2 313 002 домохозяйства. Уровень грамотности населения составлял 86,7 %.
В 2016 году в шахрестане имелось 2 924 208 домохозяйств и проживало 8 737 510 человек (4 347 534 мужчины и 4 389 976 женщин).

## Населённые пункты
- Аббасабаде-Ростемабад
- Афтаб
- Вариш
- Велиабад
- Вердидж
- Джафарабаде-Бакераф
- Джафарабаде-Дженгель
- Джеханабаде-Бала
- Динарабад
- Имамзаде-Давуд
- Имамзаде-Экиль
- Каленоу-Хаджи-Муса
- Кашанек
- Керимабад
- Кешаре-Олиа
- Кешаре-Софла
- Кигах
- Мерджанабад
- Морадабад
- Мортезагерд
- Неметабаде-Гар
- Пелаин
- Рендан
- Рехимабад
- Решидабад
- Салехабаде-Сейедабад
- Сенган
- Талун
- Телу-Бала
- Хаджерабад
- Хасанабаде-Бакераф
- Хелазир
- Хемесин
- Шехреке-Ресалет
- Шокрабад
- Юрдешад